# Hans Hoffmann
Hans (Juan) Hoffmann Heinkeder (Berlín, 1916-Málaga, 1998) fue un diplomático y empresario hispano-alemán. Antiguo agente nazi, tuvo un papel clave en las relaciones hispano-alemanes posteriores a 1945. Llegó a ejercer como cónsul honorario de Alemania en la ciudad de Málaga durante varias décadas.

## Biografía
Nacido en 1916, a los doce años emigró a España junto a su familia. Allí aprendió la lengua española. Tras el estallido de la Guerra civil española se enroló en la Legión Cóndor, donde actuó como traductor. Durante la contienda conoció al general Agustín Muñoz Grandes, con el que mantendría una buena relación. Según algunos autores habría sido un destacado miembro del Partido Nazi y un «peligroso» agente de la Gestapo.
Cuando se produjo el estallido de la Segunda Guerra Mundial, Hoffmann se encontraba destinado en la agregaduría de prensa de la embajada alemana en Madrid y no llegó a ser enviado al frente; tras la formación de la División Azul sería enviado al frente ruso como traductor de la unidad española y enlace con la jefatura del 16.º Ejército. Muñoz Grandes había sido designado comandante de los divisionarios españoles. Descrito como una persona «inteligente, egocéntrica y sin escrúpulos», Hoffmann habría intervenido en las intrigas para que España entrase en la guerra del lado de Alemania —lo que habría incluido la eliminación del dictador español, Francisco Franco— y habría actuado como intérprete entre Muñoz Grandes y Adolf Hitler. Tras el final de la guerra mundial permaneció en España, estableciéndose en Marbella. Acusado por los aliados de ser un agente de la Gestapo, en 1947 fue uno de los 104 agentes nazis reclamados por el Consejo de Control Aliado a la España franquista, aunque no fue extraditado.
Amigo de Rafael Cavestany de Anduaga, ministro de agricultura, éste se lo llevó como su traductor durante un viaje a la Alemania occidental en 1954. Este viaje le permitió entrar en contacto con algunos funcionarios del gobierno federal alemán, con el que previamente ya se había puesto en contacto y ofrecido sus servicios. Llegaría a ganarse la amistad del ministro alemán Franz Josef Strauß, sirviendo de enlace entre este y los dirigentes franquistas. Jugó un papel clave en las relaciones hispano-alemanes.
Durante su etapa en Málaga trabó amistad con el falangista José Antonio Girón de Velasco, antiguo ministro de trabajo, con el que desarrollaría diversos negocios inmobiliarios en la Costa del Sol. En 1961 fue designado cónsul honorario de la República Federal de Alemania en Algeciras, y en 1974 cónsul honorífico de Málaga, cargo que desempeñó durante dos décadas. A través de Hoffmann la Fundación Hanns Seidel habría canalizado el envío de fondos económicos para el partido Alianza Popular.
Falleció en octubre de 1998.